# قورباغه درختی دلاور
قورباغه درختی دلاور (نام علمی: Litoria splendida) نام یک گونه از سرده قورباغه درختی استرالیایی است.

## نگارخانه

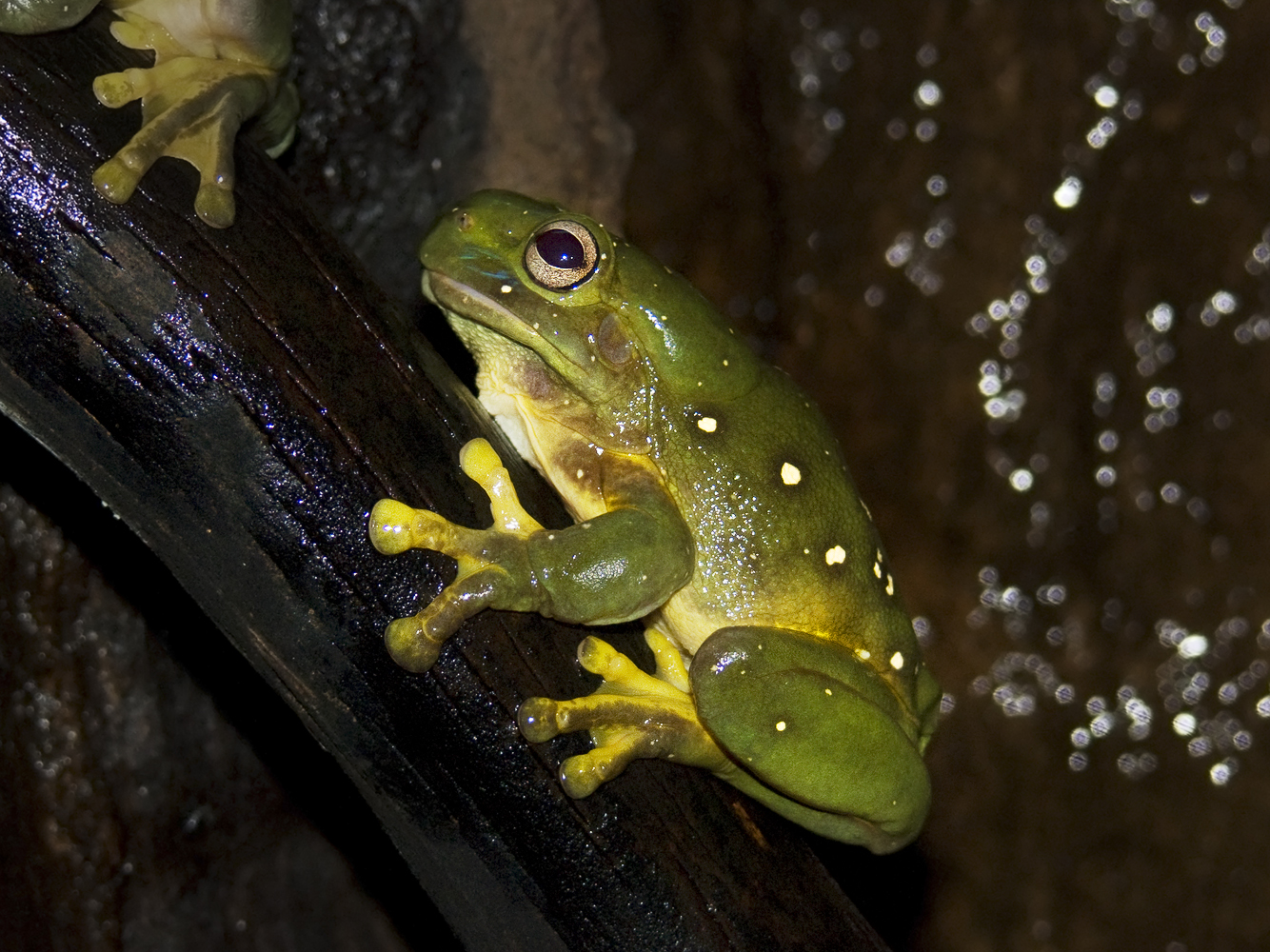
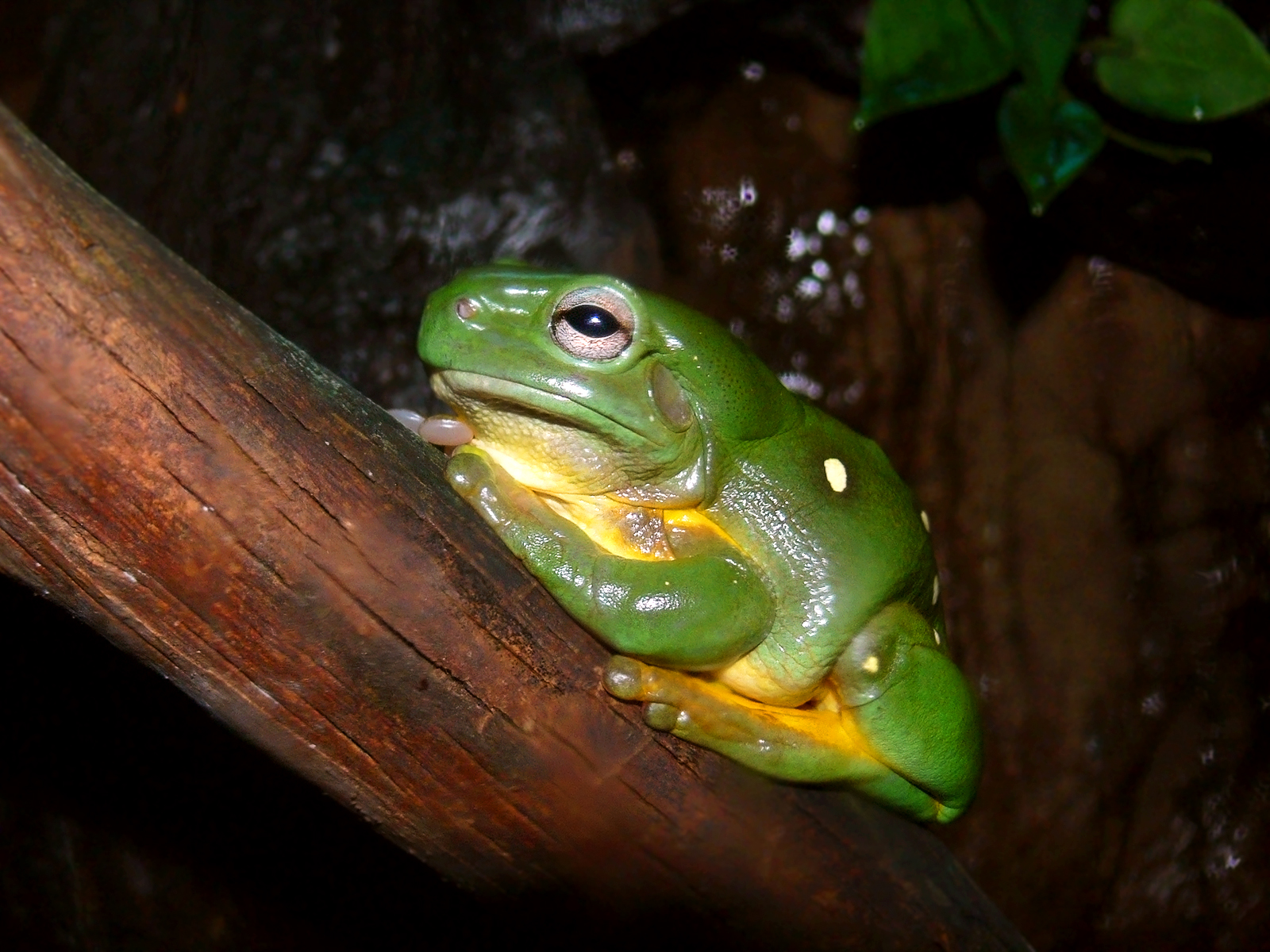